# Melochia anomala
Melochia anomala är en malvaväxtart som beskrevs av August Heinrich Rudolf Grisebach. Melochia anomala ingår i släktet Melochia och familjen malvaväxter. Inga underarter finns listade i Catalogue of Life.